# Dorothy Vernon of Haddon Hall
Dorothy Vernon of Haddon Hall is een stomme film uit 1924 onder regie van Marshall Neilan. Neilan was echter voor een grote tijd afwezig van het filmen door zijn alcoholisme. Meerdere scènes werden dan ook geregisseerd door de titelrolspeelster Mary Pickford zelf. De film is gebaseerd op een boek van Charles Major.
Het is Pickfords eerste film waarin ze geen jeugdige personage speelt en voor het eerst te zien is als een volwassene in een kostuumfilm. In haar volgende film, Little Annie Rooney, was ze wel opnieuw te zien als een jong meisje.

## Verhaal
Al sinds kind af aan is Dorothy Vernon uitgehuwelijkt aan John Manners. Wanneer hij niet komt opdagen op de bruiloft, staat haar vader erop dat ze trouwt met neef Malcolm Vernon. Dorothy is hier niet tevreden mee en doet er alles aan hier onderuit te komen. Ondertussen vervoert John Maria I van Schotland naar haar gewenste bestemming. Ze stoppen bij Dorothy's gedwongen bruiloft, waar ook Elizabeth I van Engeland aanwezig is. Wanneer Elizabeth op de hoogte wordt gesteld van Maria's aanwezigheid, laat ze zowel haar als John arresteren. Terwijl Dorothy vastberaden is om John te redden, ontdekt ze dat Malcolm het snode plannetje heeft om Maria op de troon te zetten. Hoewel Elizabeth haar weigert te geloven, weten Dorothy en John haar wel te redden van Malcolms moord op haar.

## Rolverdeling
| Acteur          | Personage                |
| --------------- | ------------------------ |
| Mary Pickford   | Dorothy Vernon           |
| Allan Forrest   | John Manners             |
| Clare Eames     | Elizabeth I van Engeland |
| Estelle Taylor  | Maria I van Schotland    |
| Marc McDermott  | Malcolm Vernon           |
| Anders Randolf  | George Vernon            |
| Lottie Pickford | Jennie Faxton            |
| Wilfred Lucas   | Hertog van Rutland       |